# Polycystis tenuis
Polycystis tenuis är en plattmaskart som beskrevs av Beklemishev 1921. Polycystis tenuis ingår i släktet Polycystis och familjen Polycystididae. Inga underarter finns listade i Catalogue of Life.